# Teodora Pušić
Teodora Pušić, née le 12 mars 1993 à Belgrade, est une joueuse serbe de volley-ball.

## Carrière
Avec la sélection nationale serbe, elle est finaliste du Championnat d'Europe féminin de volley-ball des moins de 20 ans 2010, et remporte le Championnat d'Europe féminin de volley-ball 2017 ainsi que le Championnat du monde féminin de volley-ball 2018 ; elle est aussi troisième du Grand Prix mondial de volley-ball 2017. 
Elle remporte le double Championnat de Serbie-Coupe de Serbie en 2011, 2012 et 2013 et la Coupe de Serbie 2014 avec l'Étoile rouge de Belgrade. Avec l'OK Vizura, elle est championne de Serbie en 2016 et 2017, vainqueur de la Coupe de Serbie en 2016 et vainqueur de la Supercoupe de Serbie en 2015.
Elle remporte le Championnat du monde 2022, compétition où elle est élue meilleure libéro.